# Amietophrynus pardalis
Amietophrynus pardalis är en groddjursart som först beskrevs av Hewitt 1935.  Amietophrynus pardalis ingår i släktet Amietophrynus och familjen paddor. IUCN kategoriserar arten globalt som livskraftig. Inga underarter finns listade i Catalogue of Life.